# 哈伊努夫卡
哈伊努夫卡（波蘭語：Hajnówka，發音：[xai̯'nufka]，羅馬化：Haynawka，發音：[ˈɣajnau̯ka]）是位於波蘭東北部的城市，是波德拉謝省哈伊努夫卡縣的行政中心，人口約1.8萬。哈伊努夫卡是波蘭白俄羅斯文化的中心城市（白俄羅斯人占人口的26.4%），也是一個主要信仰東正教的城市。哈伊努夫卡與歐洲面積最大的原始森林比亞沃維耶扎原始森林相鄰。哈伊努夫卡最初建于17世紀。1795年，被普魯士王國吞并；拿破崙戰爭之後，又被俄羅斯帝國佔領。波蘭獨立之後，該城市得以發展。二戰期間，城市被摧毀。然而在戰後，城市很快得到了復興。1951年，哈伊努夫卡正式設市。

## 外部連結
- Picture satellite cities
- Satellite map of Białowieża Forest